# Talina Gantenbein
Talina Gantenbein (Scuol, 18 agosto 1998) è una sciatrice freestyle svizzera, specialista dello ski cross.

## Biografia
Specialista dello ski cross e attiva a livello internazionale dal novembre 2015, la Gantenbein ha esordito in Coppa del Mondo il 17 gennaio 2016 giungendo 23ª a Malles Venosta e ha ottenuto il suo primo podio il 16 dicembre 2020 ad Arosa, classificandosi 3ª nella gara vinta dalla sua connazionale Fanny Smith. Durante la stagione 2022-2023 di Coppa del Mondo, ha ottenuto vari piazzamenti di rilievo, tra cui un 3º posto a Val Thorens l'8 dicembre 2022 e un altro 3º posto a St. Moritz il 26 marzo 2023. Ha partecipato alle Olimpiadi Invernali di Pechino 2022 e ai Mondiali di Ski Cross 2023, continuando a dimostrare un'eccellente competitività a livello internazionale, anche se senza conquistare medaglie.

## Palmarès

### Mondiali juniores
- 1 medaglia:
  - 1 argento (skicross a Reiteralm 2019)

### Coppa del Mondo
- Miglior piazzamento nella Coppa del Mondo di ski cross: 5ª nel 2024
- 8 podi:
  - 1 secondo posto
  - 7 terzi posti